# Albert Zettler
Albert Zettler (* 6. Oktober 1957) ist ein ehemaliger deutscher Fußballspieler.

## Sportlicher Werdegang
Zettler entstammt der Jugend des FC Augsburg und rückte zu Beginn der Spielzeit 1977/78 über die Amateurmannschaft des schwäbischen Klubs in die seinerzeit in der 2. Bundesliga Süd antretende Wettkampfmannschaft auf, wo er als Nachfolger von Walter Modick Ersatztorhüter hinter Benno Larsen wurde. Am sechsten Spieltag musste Cheftrainer Werner Olk den Konkurrenten beim 2:2-Unentschieden gegen den Freiburger FC verletzungsbedingt austauschen, in der Folge etablierte sich Zettler als Stammspieler und trug in 32 Saisonspielen zum Klassenerhalt bei. Im Sommer 1978 übernahm Werner Sterzik das Traineramt, unter dem er zunächst weiterhin erster Torhüter war. Nach 22 Gegentoren in sechs Spielen rotierte dieser jedoch auf der Torwartposition, der im Sommer neu verpflichtete Hermann Lutz rückte in der Folge ins Tor. Nachdem der Klub im Abstiegskampf den Trainer gewechselt hatte, blieb er auch unter Hans Cieslarczyk zweite Wahl und kam erst, als der Abstieg bereits feststand, am letzten Spieltag der Saison 1978/79 zu einem weiteren Spieleinsatz beim 6:5-Auswärtserfolg gegen Mitabsteiger FC Hanau 93.
Mit den beiden Torhütern im Bayernliga-Kader wurde der Klub unter Trainer Heiner Schuhmann Meister der Spielzeit 1979/80, damit kehrte er einerseits direkt wieder in die 2. Bundesliga zurück und qualifizierte sich andererseits für die Amateurmeisterschaft 1980. Im Finalspiel erhielt Lutz den Vorzug, dieses ging gegen die Amateurmannschaft des VfB Stuttgart mit 1:2 verloren. Nach dem Aufstieg übernahm der von der SpVgg Bayreuth kommende Heinz Elzner den Trainerposten, der Zettler zu Beginn der Zweitligaspielzeit 1980/81 den Vorzug gab. Dort konnte er sich jedoch nicht dauerhaft etablieren und wechselte sich im Saisonverlauf mit dem Konkurrenten ab. Nach 22 Saisonspielen stieg er erneut mit dem Klub in die Bayernliga ab. Am Ende der Bayernliga-Spielzeit 1981/82, in der er unter dem neuen Trainer Hannes Baldauf Stammspieler gewesen war, qualifizierte er sich als Meister für die nach der Einführung einer eingleisigen 2. Bundesliga nun eingeführte Aufstiegsrunde. Hier stand er in allen drei Partien auf dem Platz, als hinter dem FSV Frankfurt mit der besseren Tordifferenz vor dem punktgleichen Regionalrivalen SSV Ulm 1846 der Wiederaufstieg gelang. Anschließend erhielt er jedoch vom FCA keinen neuen Vertrag mehr, so dass Siegfried Burkhart ihn im Tor beerbte.
Zettler wechselte im Sommer 1982 zum Amateurklub FC Pipinsried in die Bezirksliga. Ab Spätsommer 1983 war er zudem parallel als Jugendtrainer beim Klub tätig. Nach langwöchigen Berichten, der mittlerweile zum Mannschaftskapitän aufgestiegene Zetterer übernehme ab Sommer 1986 das Traineramt beim Klub, verkündete er nach Bekanntgabe eines extern verpflichteten Spielertrainers seinen Abschied vom Klub. Er schloss sich als Spielertrainer dem auf Betreiben des Spielsalonbetreibers Peter Eiba gegründeten BC Harlekin Augsburg an, mit dem dieser vom großen Fußball träumte und den Aufstieg in die Bundesliga anstrebte. 1987 verließ er den Klub wieder in Richtung TSV Göggingen 1875, wo er als Spielertrainer wieder auf seinen Ex-Klub FC Pipinsried traf. Noch 1989 wurde bei den Duellen zwischen den Klubs über das Vorgehen beim Ausscheiden Zettlers berichtet.